# Квадратний код лишку
Квадратичний код лишку є видом циклічного коду.

## Приклади
Приклади квадратичного коду лишків включають в себе:
- {\displaystyle (7,4)} Код Гемінга над {\displaystyle GF(2)};
- {\displaystyle (23,12)} двійковий код Голея над {\displaystyle GF(2)};
- {\displaystyle (11,6)}  трійковий код Голея над {\displaystyle GF(3)}.

## Конструкції
Це код квадратичного лишку довжини {\displaystyle p} над скінченим полем {\displaystyle GF(l)}, коли {\displaystyle p} та {\displaystyle l} є простими, {\displaystyle p} непарне і {\displaystyle l} є квадратичним лишком за модулем {\displaystyle p}. Його твірний поліном, як циклічний код задається формулою
{\displaystyle f(x)=\prod _{j\in Q}(x-\zeta ^{j}),}
де {\displaystyle Q} є набором квадратичних лишків {\displaystyle p} у множині {\displaystyle \{1,2,\ldots ,p-1\}}, і {\displaystyle \zeta } — первісний корінь порядку {\displaystyle p} із одиниці в деякому скінченному полі {\displaystyle GF(l)}. Умова, що {\displaystyle l} є квадратичним лишком {\displaystyle p} забезпечує те, що коефіцієнти {\displaystyle f} належать полю {\displaystyle GF(l)}.
Розмірність коду — {\displaystyle (p+1)/2}.
Заміна {\displaystyle \zeta } на інший первісний корінь порядку {\displaystyle p} із одиниці {\displaystyle \zeta ^{r}} призводить до отримання або того ж самого коду, або еквівалентного, залежно від того чи є {\displaystyle r} квадратичним лишком {\displaystyle p}.
Альтернативна конструкція дозволяє уникнути коренів із одиниці. Задається функція
{\displaystyle g(x)=c+\sum _{j\in Q}x^{j}}
для відповідного {\displaystyle c\in GF(l)}. Коли {\displaystyle l=2} необхідно підібрати {\displaystyle c}, при якому {\displaystyle g(1)=1}. Якщо {\displaystyle l} — непарне, то {\displaystyle c=(1+{\sqrt {p^{*}}})/2}, де {\displaystyle p^{*}=p} або {\displaystyle -p} відповідно до того, чи {\displaystyle p} ≡ {\displaystyle 1} (mod {\displaystyle 4}) або {\displaystyle p} ≡ {\displaystyle 3} (mod {\displaystyle 4}). Тоді {\displaystyle g(x)} також генерує код квадратичного лишку; точніше ідеал множини {\displaystyle F_{l}[X]/\langle X^{p}-1\rangle }згенерованої функцією {\displaystyle g(x)} відповідає коду квадратичного лишку.

## Вага
Мінімальна вага квадратичного коду лишку довжини {\displaystyle p} більша, ніж {\displaystyle {\sqrt {p}}}; це границя квадратного кореня.

## Розширений код
Додавання перевірочної цифри на загальну парність до коду квадратичного лишку дає розширений код квадратичного лишку. Коли {\displaystyle p\equiv 3} (mod {\displaystyle 4}), розширений код квадратичного лишку є самодвоїстим; інакше він еквівалентний, проте не дорівнює собі подвійному. За теоремою Глісона-Пранжа (названою на честь Ендрю Глісона та Євгена Пранжа), група автоморфізму коду розширеного квадратичного лишку має підгрупу, що ізоморфна до {\displaystyle PSL_{2}(p)} або {\displaystyle SL_{2}(p)}.